# Помбал (район)
Помбал (порт. Pombal) — район (фрегезия) в Португалии, входит в округ Лейрия. Является составной частью муниципалитета Помбал. По старому административному делению входил в провинцию Бейра-Литорал. Входит в экономико-статистический субрегион Пиньял-Литорал, который входит в Центральный регион.
Население составляет 16 049 человек на 2001 год.
Занимает площадь 97,61 км².